# Лоренцо Кампеджо
Лоренцо Кампеджо (італ. Lorenzo Campeggio; 7 листопада 1474, Мілан — 25 липня 1539, Рим) — італійський релігійний діяч і кардинал.

## Біографія
Закінчив університет у Болоньї. З 1509 року розпочав церковну кар'єру, виконуючи різні дипломатичні доручення папи Юлія II. 1517 року папа Лев X призначив його кардиналом. Значна частина церковної кар'єри Кампеджо була пов'язана з Англією: у 1518 році він був відправлений туди легатом, у 1524 році призначений єпископом Солсбері.
Відомий тим, що ухвалив позитивне рішення про розлучення короля Англії Генріха VIII та Катерини Арагонської. Паоло Капідзукі після апеляції Катерини змінив рішення Риму.